# Баяндур
Баяндур (арм. Բայանդուր) — населённый пункт в Ширакской области Армении.
Расположен недалеко от армяно-турецкой границы на правом берегу реки Ахурян.
В середине XIX века близ Баяндура произошло несколько вооружённых столкновений между турецкими войсками и русской императорской армией.
Уроженец Баяндура — Герой Советского Союза Арамаис Погосян.

## Экономика
Основные виды хозяйственной деятельности населения — скотоводство, рыболовство и земледелие.